# Debantgrat
Le Debantgrat est une montagne qui s’élève à 3 055 m d’altitude dans les Hohe Tauern, en Autriche.